# Sankt Olof (tätort)

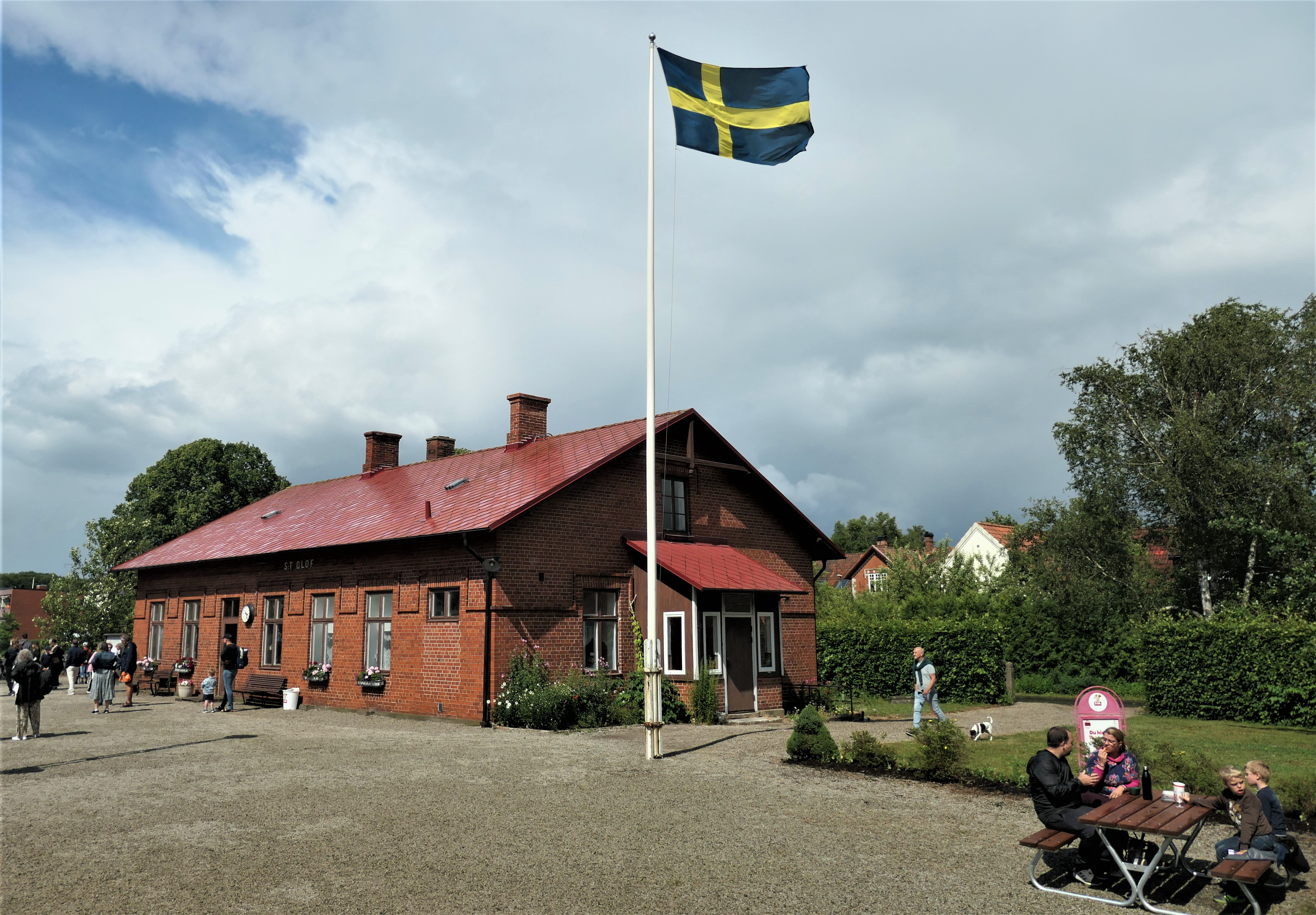
Sːt Olofs station

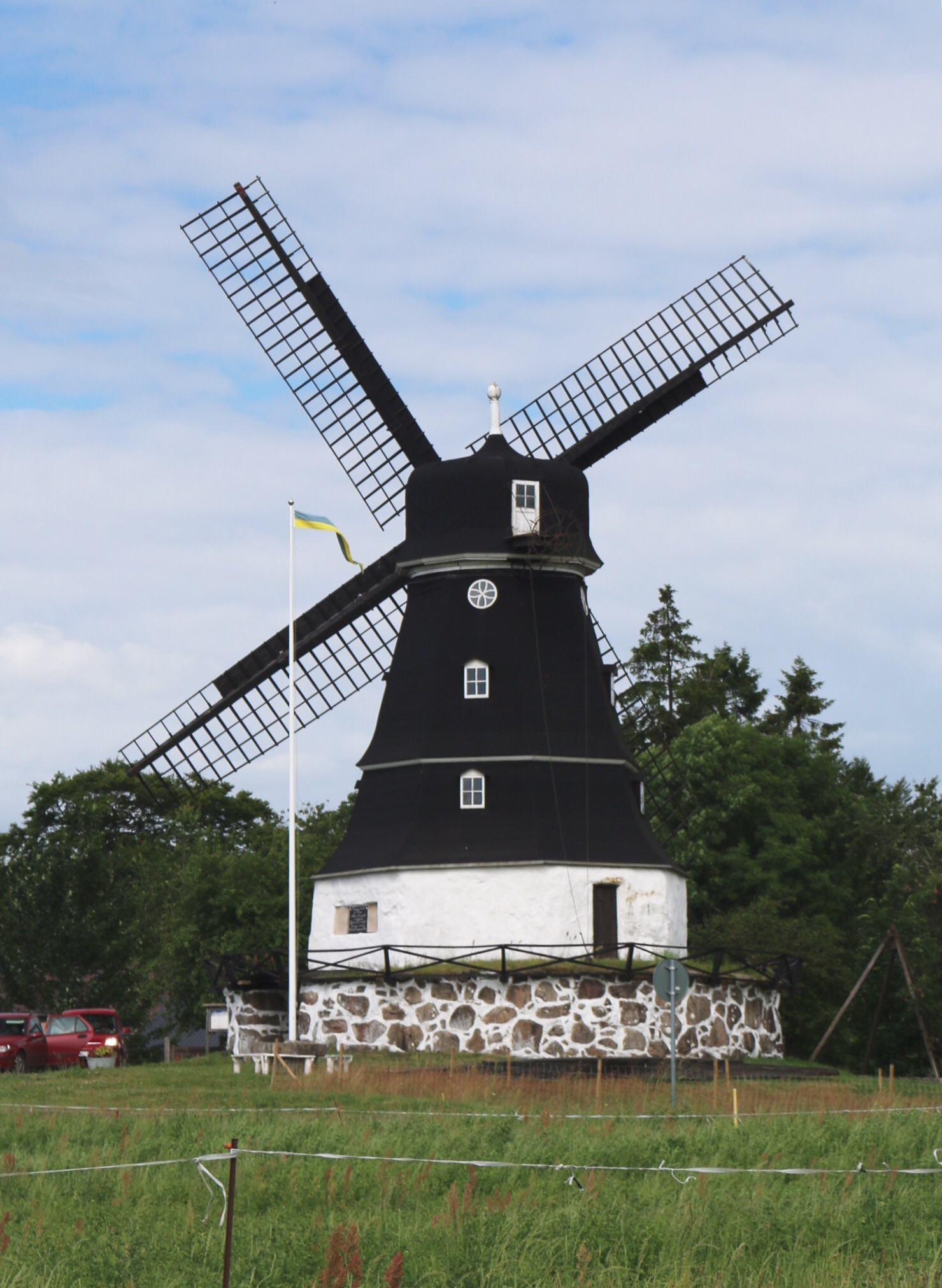
Sankt Olofs väderkvarn

Sankt Olof är en tätort i Simrishamns kommun och kyrkby i Sankt Olofs socken i Skåne.
Sankt Olof ligger 15 kilometer nordväst om Simrishamn. Tätorten har fått sitt namn efter helgonet Sankt Olof och firar därför dennes minnesdag varje år den 29 juli. 

## Historia
Byn hette ursprungligen Lunkende. Vallfartskyrkan ökade i betydelse och benämndes Sankt Olofs kyrka vid Lunkende. Senare tappades det ursprungliga bynamnet bort och namnet blev Sankt Olof. Dock finns fortfarande genitiv-s kvar i det dialektala namnet Sant Olas.
Järnvägen kom till byn 1901 och drivs fortfarande, dock som museijärnväg till Brösarp och som dressincykling till Gyllebo.

### Befolkningsutveckling
| Befolkningsutvecklingen i Sankt Olof (tätort) 1960–2020 | Befolkningsutvecklingen i Sankt Olof (tätort) 1960–2020 | Befolkningsutvecklingen i Sankt Olof (tätort) 1960–2020 | Befolkningsutvecklingen i Sankt Olof (tätort) 1960–2020 | Befolkningsutvecklingen i Sankt Olof (tätort) 1960–2020 |
| ------------------------------------------------------- | ------------------------------------------------------- | ------------------------------------------------------- | ------------------------------------------------------- | ------------------------------------------------------- |
|                                                         |                                                         |                                                         |                                                         |                                                         |
| År                                                      |                                                         |                                                         | Folkmängd                                               | Areal (ha)                                              |
| 1960                                                    | 1960                                                    |                                                         | 505                                                     |                                                         |
| 1965                                                    | 1965                                                    |                                                         | 575                                                     |                                                         |
| 1970                                                    | 1970                                                    |                                                         | 592                                                     |                                                         |
| 1975                                                    | 1975                                                    |                                                         | 645                                                     |                                                         |
| 1980                                                    | 1980                                                    |                                                         | 667                                                     |                                                         |
| 1990                                                    | 1990                                                    |                                                         | 688                                                     | 73                                                      |
| 1995                                                    | 1995                                                    |                                                         | 656                                                     | 73                                                      |
| 2000                                                    | 2000                                                    |                                                         | 576                                                     | 73                                                      |
| 2005                                                    | 2005                                                    |                                                         | 640                                                     | 74                                                      |
| 2010                                                    | 2010                                                    |                                                         | 624                                                     | 73                                                      |
| 2015                                                    | 2015                                                    |                                                         | 666                                                     | 115                                                     |
| 2020                                                    | 2020                                                    |                                                         | 690                                                     | 112                                                     |
|                                                         |                                                         |                                                         |                                                         |                                                         |

## Samhället
Järnvägsstationen ligger mitt i byn och dess bangård upptar en relativt stor plats. Sankt Olof är ändhållplats för museijärnvägen Skånska Järnvägar. Sankt Olof är också startpunkten för dressincyklingen till Gyllebosjö.
I byn ligger även Sankt Olofs kyrka. Några hundra meter söder om kyrkan finns Sankt Olofs källa, som börjar få en växande betydelse som katolskt vallfärdsmål, framför allt inom traditionella katolska rörelsen.
Södra Mellby, Vitaby och Sankt Olofs sparbank grundades 1910. Den uppgick 1968 i Österlens sparbank som byggde ett nytt bankkontor i Sankt Olof år 1979. Banken uppgick senare i Sparbanken Syd som lade ner kontoret runt år 2000. Skånska handelsbanken fick rätt att öppna kontor i Sankt Olof år 1918, varefter denna bank snart uppgick i Skandinaviska kreditaktiebolaget. Skandinaviska banken utsattes för ett rån i oktober 1968. Kontoret lades senare ner.

## Klimat
Sankt Olof har Skånes rekord gällande största snödjup någonsin på 100 centimeter. Det inträffade den 20 mars 1942.